# 龍谷大學附屬平安中學校及高等學校
龍谷大學附屬平安中學校及高等學校是位於日本京都府京都市下京區的私立完全中學。為日本淨土真宗本願寺派系統所創建的學校，
該校棒球部自1920年代起已存在，已參加全國高等學校棒球錦標賽超過30次，選拔高等學校棒球大會更超過40次，合計次數更是全日本最高的紀錄。

## 歷史
學校的前身可以追溯至1876年由西本願寺旗下寺院為教育子弟於滋賀縣彥根町（現在的彥根市）所創建的「金龜教校」，1902年成為舊制中學校後更名為「第三佛教中學校」，1909年遷移至位於京都府京都市的現址，1910年更名為「平安中學校」；1948年配合日本的學制改革更名為「平安中學校及高等學校」，在1950年曾開設商業科，不過在1978年停辦後僅餘普通科。
2008年成為龍谷大學的附屬學校，更名為「龍谷大學附屬平安中學校及高等學校」。